# Єврокомунізм
Єврокомунізм (демократичний комунізм) — ідеологія та політика провідних комуністичних партій Західної Європи (передусім таких, як французька, італійська, іспанська та британська компартії), під час холодної війни. Виник наприкінці 1960-х — початку 1970-х років як ідейно-політична антитеза (протилежність) тоталітарній формі соціалізму, яка панувала в СРСР та країнах східного блоку (Організація Варшавського договору, РЕВ).
Як політична течія єврокомунізм сформувався після військового вторгнення СРСР в Чехословаччину влітку 1968. Як політичний термін Єврокомунізм з'явився в масових ЗМІ близько 1975 року і використався в 1970-х і 1980-х роках в засобах масової інформації та в політиці. Спочатку він сприймався як штучний, не мав розробленого поняття і особливо в СРСР носив негативну конотацію. Але згодом був прийнятий і використався всіма сторонами.
Єврокомуністи з поміркованих марксистських та ліберально-європейських позицій дистанціювались від СРСР, критикували недоліки його тоталітарної політичної системи, відсутність демократії в СРСР та в його країнах-сателітах, наголошували власну автономію, та спробували проводити незалежну від впливу СРСР та КНР ліберальнішу політичну лінію.
Основні теоретичні підґрунтя єврокомунізму були закладені видатним італійським марксистом Антоніо Грамші. В пошуках «третього» демократичного «шляху» до соціалізму він ставив під сумнів сектантство лівих комуністичних партій, закликав розвивати соціальні спілки, щоб виграти підтримку робітничого класу. Він також наголошував вірність демократичним інститутам суспільства і намагався розширити соціальну базу та привабливість комунізму, обіймаючи інші соціальні прошарки та нові соціальні рухи; більш публічно критикував політику Радянського Союзу.
В політиці єврокомуністи заперечували міжнародну монопольну керівну роль Комуністичної партії Радянського Союзу. З боку ідеології та програми комуністичні партії Західної Європи проголосили відмову від гасла «диктатури пролетаріату», за демократичний шлях до соціалізму в рамках демократії та плюралістичної парламентської системи Західної Європи. Через свою відмову від диктатури пролетаріату Єврокомунізм був близький соціал-демократії (хоча єврокомуністи і не ототожнювали себе з нею).
Після розпаду Радянського Союзу на початку 1990-х та зникнення з історичної арени «реального соціалізму», термін Єврокомунізму поступово втратив актуальність та значення, тому що втратив свою політико-ідеологічну антитезу, на яку спирався.

## Найвизначніші особи
- Жорж Марше (1920—1997)
- Енріко Берлінгуер (1922—1984)
- Сантьяго Каррільйо (1915—2012)